# شهرستان حرف سفیان
ناحیهٔ حرف سفیان (به عربی: مدیریة حرف سفیان) یک ناحیه در یمن است که در استان عمران واقع شده‌است.
ناحیهٔ حرف سفیان ۴۲٬۴۸۰ نفر جمعیت دارد.